# Verviers
Verviers (wa. Vèrvî, hist. Velwisch) – miasto w Belgii, w Regionie Walońskim, w prowincji Liège, siedziba administracyjna okręgu Verviers. 1 stycznia 2024 roku liczyło 55 770 mieszkańców. Leży nad rzeką Vesdre, w dorzeczu Mozy, ok. 30 km od Liège i od granicy niemieckiej.  
Verviers jest dużym ośrodkiem przemysłu wełnianego. Ponadto rozwinął się tutaj przemysł maszynowy, chemiczny, papierniczy, skórzany i spożywczy.

## Podział administracyjny
W skład miasta wchodzi pięć dzielnic (section):
- Ensival
- Heusy
- Lambermont
- Petit-Rechain (Klein-Richeim)
- Stembert

## Osoby

### urodzone we Verviers
- Clinton Mata, piłkarz
- Dominique Monami, tenisistka
- Violetta Villas, piosenkarka

## Współpraca
Miejscowości partnerskie:
- Arles, Francja
- Bradford, Wielka Brytania
- La Motte-Chalancon, Francja
- Mönchengladbach, Niemcy
- Roubaix, Francja

## Transport
Znajduje się tutaj stacja kolejowa Verviers-Central.